# 野口忠夫
野口 忠夫（のぐち ただお、1911年3月25日 - 1995年7月28日）は、日本の政治家。衆議院議員（4期）。参議院議員（1期）。元日本社会党福島県本部委員長。

## 経歴
福島県出身。1929年、福島県師範学校本科第二部卒。福島県内の小学校に勤務する。福島県教職員組合中央執行委員長、県学校生活協同組合理事長、県労働金庫理事、県公立学校教員互助会理事長、県教育委員会社会教育、産業教育各委員、県労働組合協議会副議長などを歴任する。福島県教職員組合中央執行委員長時代の1955年9月、小、中学校における教科書関係事件に関し衆議院行政監察特別委員会に証人喚問された。
党内では東北開発特別委員会事務局長、党統制委員、院内役員、寒冷地対策特別委員会事務局長を務める。
国会内では参議院交通安全対策特別委員長、決算委員会理事を務めた。

## 国政選挙歴
- 1958年 - 第28回衆議院議員総選挙福島2区初当選[5]。
- 1960年 - 第29回衆議院議員総選挙当選[5]。
- 1963年 - 第30回衆議院議員総選挙当選[5]。
- 1967年 - 第31回衆議院議員総選挙当選[5]。
- 1969年 - 第32回衆議院議員総選挙次点[5]。
- 1972年 - 第33回衆議院議員総選挙次点[5]。
- 1974年 - 第10回参議院議員通常選挙福島県選挙区初当選[6]。